# Incarville
Incarville là một xã thuộc tỉnh Eure trong vùng Normandie miền bắc nước Pháp.